# Estación de Puebla de San Julián (1878)
La antigua estación de Puebla de San Julián (en gallego A Pobra de San Xiao) fue una estación ferroviaria situada en la localidad de Puebla de San Julián, en el municipio español de Láncara en la provincia de Lugo, en la comunidad autónoma de Galicia. 
Fue sustituida en 2018 por la actual estación de Puebla de San Julián, situada en la parroquia de Moscán, en el vecino municipio de O Páramo, tras la inauguración de una variante ferroviaria y el desmantelamiento de las vías que pasaban por el centro de la localidad.

## Situación ferroviaria
La estación se encontraba en la línea 800 León-La Coruña de ancho ibérico, entre las estaciones de Lajosa y de Pedrelo-Céltigos. El tramo era de vía única y sin electrificar.

## Historia
La estación se abrió al tráfico el 2 de agosto de 1878 con la puesta en marcha del tramo Sarria-Lugo de la línea que pretendía unir Palencia con La Coruña por parte del Estado. Se encontraba en el punto kilométrico 410,5 de la línea 800 León-La Coruña de ancho ibérico. El tramo era de vía única y estaba sin electrificar.
Dejó de prestar servicios de viajeros el 28 de septiembre de 1999.
En 2006 el Ministerio de Fomento adjudicó las obras de construcción de una variante ferroviaria que evitara el paso por el casco urbano de Puebla de San Julián y suprimiera un total de 16 pasos a nivel, incluida en el proyecto que pretendía llevar la alta velocidad a Lugo. Las obras duraron más de once años.
El 23 de abril de 2018 entró en servicio la nueva variante, dejando sin servicio la vía original. En dicha variante se encuentra la actual estación de Puebla de San Julián, que lleva el mismo nombre pese a encontrarse en la parroquia de Moscán, en el vecino municipio de O Páramo. No tiene servicios de viajeros.

## La estación
El edificio para viajeros de la estación es de base rectangular y tres alturas. La estación disponía de dos vías con sus respectivos andenes laterales, siendo el del lado del edificio el que tiene mayor ancho. Los cambios de andén se realizaban a nivel.